# Luc Steels
Luc Steels (1952) is hoogleraar informatica aan de Vrije Universiteit Brussel (VUB), waar hij in 1983 het Artificial Intelligence Laboratory oprichtte, en waarvan hij sindsdien directeur is. Hij is ook departementshoofd informatica binnen de faculteit wetenschappen aan de VUB.
Sinds 1996 combineert Luc Steels zijn functie aan de VUB met zijn werk als directeur van het SONY Computer Science Laboratory in Parijs, dat hij in 1996 oprichtte. Hij gebruikt er kunstmatige intelligentie en robots om de oorsprong en evolutie van taal te onderzoeken.
Luc Steels wordt beschouwd als een van de pioniers van Kunstmatige Intelligentie en als een vernieuwer in het vakgebied. Hij publiceerde meerdere boeken en artikels over onderwerpen als linguïstiek, expertsystemen, en robotica.

## Publicaties
- Steels, L. en A. Nijholt (eds.) (1986) Expert Systemen. Den Haag: Academic Service.
- Steels, Luc (1990) "Components of Expertise" (.pdf) 11(2) pp. 28–49.
- Steels, L. (1992) Kennissystemen. Amsterdam: Addison-Wesley.
- Steels, Luc (2001) Grounding Symbols through Evolutionary Language Games. In: Cangelosi A. and Parisi D. (Eds.) Simulating the Evolution of Language Springer.
- Tokoro, M. and L. Steels (eds) (2004) A Learning Zone of One's Own. Representations and Flow in Collaborative Learning Environments. IOS Press, Amsterdam.
- Steels, Luc (2011) "Design Patterns in Fluid Construction Grammar" John Benjamins Pub.
- Steels, Luc (2011) "Modeling the cultural evolution of language." Physics of Life Reviews, 8(4) pp. 339–356.

Zie de volledige lijst van publicaties.